# پائولینیو کوبایاشی
پائولینیو کوبایاشی (به پرتغالی: Paulo Ricardo Kobayashi) مهاجم اهل برزیل است که در شهر اوزاسکو و در تاریخ ۹ ژانویهٔ ۱۹۷۰ به دنیا آمده‌است.
پائولینیو کوبایاشی در تیم‌های فوتبال São Caetano سابقهٔ حضور دارد.